# كيمبرلي لافرير
كيمبرلي لافرير (بالإنجليزية: Kimberly Laferriere)‏ (من مواليد 3 نوفمبر 1982 في مونتريال، كندا) هي ممثلة كندية.ظهرت في مسلسلات تلفزيونية ناجحة باللغتين الفرنسية والإنجليزية في الولايات المتحدة وكندا. تتضمن أعمالها الأخيرة بدور ناتاشا في المسلسل التلفزيوني الشهير أهرب [الإنجليزية].

## روابط خارجية
- كيمبرلي لافرير على موقع IMDb (الإنجليزية)
- كيمبرلي لافرير على موقع قاعدة بيانات الفيلم (الإنجليزية)